# عمارة عضوية

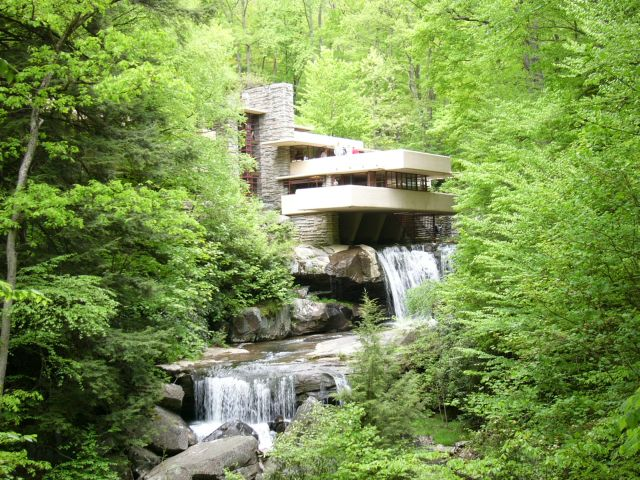
فوالينجواتر للمعماري فرانك لويد رايت

تعتبر العمارة العضوية فلسفة معمارية تبحث عن التوافق والانسجام بين الطبيعة والعمارة. تم استخدام المصطلح وتم تعريفه من خلال المعماري فرانك لويد رايت (1867-1959) ووضع في كتابه (An Organic Architecture, 1939؛ عمارة عضوية) مبادئ عامة عن تصور كيفية تطبيق الفكر المعمارية التي وصل إليها من امتزاج وذوبان العمارة في الطبيعة.

## مفهوم عام
بشكل عام تهدف العمارة العضوية إلى عدم تدمير البيئة التي تدخلها أو في تفسير أخر، تكملُها! أي أنها تصبح في النهاية كجزء موجود بالفعل في الطبيعة. عالج العديد من المعماريين هذه الفكرة باكثر من مدخل، مثل استخدام المواد الموجودة في مكان البناء بل وأبعد من هذا استخدام المواد البيئية الموجودة في الأثاث والديكورات بحيث يبدو المبنى جزء لا يتجزأ من البيئة المحيطة به.
وبالتالي يمكن القول ان العمارة العضوية تشير عادةً إلى المباني التي يحاكي شكلها أو وظيفتها الطبيعة.

## بدايات الفكر العضوي
اخترع مصطلح العمارة العضوية، المعماري فرانك لويد رايت (1867-1959)، وفيما يلي جزء من كتابه:
"ها أنا أكتب لكم مقدما العمارة العضوية: معلنا العمارة العضوية كالفكرة المثالية والتعاليم التي يجب ان تتبع إذا أردنا فهم الحياة ككل ولخدمة مغزى الحياة، لا أحمل محددات تقليدية في سبيل التقليد الأعظم. ولا أبحث عن شكل جامد مفروض علينا من ماضينا أو حاضرنا أو مستقبلنا، ولكني هنا أحدد الشكل عن طريق قوانين الحس العام البسيطة، أو فلتسميها الحس الأعلى إذا أردت، عن طريق طبيعة الخامات..."
فرانك لويد رايت, (An Organic Architecture, 1939؛ عمارة عضوية)
العمارة التي لها هذة الفكرة الدافعة، ترفض الذوق الجمالي أو مجرد الذوق السطحي البسيط. ينبغي أن تكون فكرة مستقلة عن أي فرض خارجي يتعارض مع الطبيعة البشرية، كالعمارة الكلاسيكية، ولكن لها حرية لتفسير ومعالجة أي مسألة تصميم للتتوافق مع كل شيء والبحث عن حلول للوصول إلى الكمال.
بعض العلماء، وجدوا في العمارة العضوية المعارض لطراز الحركة الدولية الحديثة، ولكن في الواقع انها جزء منها، لها تأثير متبادل ومُشجع.

## التصميم المعماري
الهيكل العضوي يمكن أن تُعرف ببرنامج رايت، الذي يبدو أنة يُشكل هيكل البناء للمواءمة مع الرجل والبيئة المحيطة بة، هو نتيجة لهذا النظام الجديد الذي يهدف إلى التوازن بين البيئة المبنية والبيئة الطبيعية والتي هدفها الأساسي التوصل إلى أعلى المستويات. هنا أهم نقاط هذا النظام:
- التقليل إلى أدنى حد من التقسيم الداخلي للعمارة، والهواء والضوء يجب أن تتخلل كامل البناء المعماري.
- خلق الانسجام بين البناء والبيئة الخارجية، مثل التشديد على إبراز السطوح الأفقية للمنزل.
- جعل السكن أكثر حرية، مثل إلغاء مفهوم الغرفة كمكان مغلق.
- إعطاء تناسب منطقي لأبعاد الفتحات الداخلية والخارجية في جميع أنحاء المبنى.
- تجنب الخلط بين مواد مختلفة، استخدام إلى أقصى حد مواد طبيعة تعبر عن وظيفتها في المبنى.
- إدراج مختلف الأجهزة كعناصر عضوية متفاعلة مع هيكل المبنى.
- جعل المفروشات جزء من البنية العضوية للمبنى.
- ان يشكل الغلاف المعمارى للمبنى قواعدالتشكيل للفراغ الداخلى ولا ينفصل عنه.

## أشهر مباني العمارة العضوية
تدمج العمارة العضوية بين البناء وموقعه في الطبيعة، لتكوين مباني تحاكي الطبيعة وأشكالها، وتكوين علاقة في ما بينهم باستخدام التكوينات، والأشكال، والألوان. وهناك العديد من المباني التي تم تصميمها ضمن النمط المعماري الخاص بالعمارة العضوية ومنها:
- منزل الشلالات المتساقطة[6]من تصميم المعماري فرانك لويد رايت، لعائلة كاوفمان الأمريكية. تم تصميم المنزل في غابة يوجد بها شلالات، وعمل فرانك في تصميمه للمنزل بجعله كأنه عائم في الماء حيث كانت الشلالات تحت المنزل ولا يطل عليها كما في التصاميم التقليدية.
- متحف سولومون غاغينهايم[7] من تصميم المعماري فرانك لويد رايت، يقع قي مدينة نيويورك، ويُعد هذا المتحف من معالم القرن 20 المعمارية الأكثر أهمية. يتخذ المتحف شكل المحنيات العضوية، ويتكون المتحف من طبقات مختلفة ويتمتع بإنارة طبيعية.
- معبد اللوتس[8]من تصميم المعماري الإيراني فاريبورز صهبا، يقع في دلهي، ياخذ شكل زهرة اللوتس المجردة هندسياً، ويعبر عن النقاء في زهرة اللوتس وارتباطها الديني والروحي في المعتقدات الدينية الهندية.
- متحف كونسثاوس غراتس[9]من تصميم المعماريان بيتر كوك وكولين فورنييه، يهدف التصميم بأن يكون استفزازي ومبتكر، يصنف أيضاً ضمن العمارة الفقاعية ويتميز باشكاله العضوية.